# Geneosperma laevisporum
Geneosperma laevisporum är en svampart som beskrevs av Korf & W.Y. Zhuang 1987. Geneosperma laevisporum ingår i släktet Geneosperma och familjen Pyronemataceae.   Inga underarter finns listade i Catalogue of Life.